# Eginald Schlattner
Eginald Schlattner (ur. 13 września 1933 r. w Aradzie, Rumunia) – rumuński pisarz, tworzący w języku niemieckim.
Urodził się w Aradzie w zachodniej Rumunii, tuż przy granicy z Węgrami. Pochodził z zamożnej saskiej rodziny (jego ojciec był kupcem i przemysłowcem), która od pokoleń zamieszkiwała ten region. Dzieciństwo i młodość spędził w mieście Fogarasz w centralnej części kraju.
Na studiach zaangażowany w działalność literacką, skupiał wokół siebie saską młodzież i starał się przekonać społeczność siedmiogrodzkich Sasów do nowego marksistowskiego ustroju. W 1957 r. został aresztowany pod zarzutem uczestnictwa w spisku antypaństwowym. Po kilku miesiącach przesłuchań zaczął zeznawać, obciążając m.in. swojego brata i kilka innych osób. Został skazany na dwa lata więzienia.
Po wyjściu z więzienia pracował w cegielni, a po kilku latach udaje mu się dokończyć studia inżynierskie. W 1973 rozpoczął studia teologiczne, po których, w 1978 został pastorem we wsi Roșia niedaleko miasta Sybin.
Po latach wrócił do literatury. Zadebiutował w 1997 (w wieku 65 lat) powieścią Kogut bez głowy. W 2001 r. wydał swoją drugą autobiograficzną powieść Czerwone rękawiczki, w której opisał swoje przeżycia z więzienia i pierwszych miesięcy po wyjściu na wolność, a także losy swojej i innych saskich rodzin w powojennej Rumunii. W 2005 wydał kolejną powieść Fortepian we mgle, a w 2018 powieść Znak wodny.
W listopadzie 2018 Uniwersytet Babeș-Bolyai w Klużu przyznał mu tytuł doktora honoris causa.